# Honeywell AGT1500
Le AGT 1500 est un turbomoteur américain conçu par Lycoming à partir de 1964 pour propulser des chars de combat. Depuis sa mise en service sur le char M1 Abrams en 1981, il a accumulé plus de 39 millions de miles d'utilisation.   

## Historique
Initialement conçu par la Lycoming Turbine Engine Division dirigée par l'ingénieur autrichien A. Franz, dans l'usine Avco de Stratford, ce moteur équipe les chars de combat de la série Abrams. En 1995, la production fut déplacée dans le dépôt de l'US Army (en) d'Anniston, en Alabama, après la fermeture de l'usine de Stratford.
Au début des années 1970, l'AGT1500 fut développé en PLT27, un turbomoteur léger pour hélicoptères. Ce moteur perdit face au General Electric T700 (GE12) dans trois compétitions distinctes pour motoriser les UH-60, AH-64 et SH-60.

## Caractéristiques
L'AGT1500 mesure 1 629 mm de long pour une hauteur de 808 mm. Il développe une puissance maximale de 1 500 ch (1 120 kW) et un couple maximal de 5 355 N m à 1 000 tr/min. Il peut utiliser une large variété de carburants, parmi lesquels le kérosène, l'essence et le gazole.